# Hoàng Đình Tùng
Hoàng Đình Tùng (sinh ngày 24 tháng 8 năm 1988) là một cầu thủ bóng đá hiện đang thi đấu ở vị trí tiền đạo cho câu lạc bộ Thanh Hóa. Anh đã từng khoác áo đội tuyển U-23 Việt Nam thi đấu tại Sea Games 25 và Sea Games 26, và là cầu thủ của đội tuyển quốc gia từ năm 2011.
Đình Tùng cũng đã từng được bầu chọn giải thưởng chiếc giầy bạc Việt Nam năm 2009.

## Sự nghiệp thi đấu

### Thanh Hóa (giai đoạn 1)
Năm 2005, anh được HLV Hoàng Văn Phúc đôn lên đội 1 Thanh Hoá và bắt đầu chơi bóng chuyên nghiệp từ năm 17 tuổi. Chiếc áo số 2 vốn ít gắn với các tiền đạo được anh lựa chọn đơn giản bởi… chẳng còn số nào.
Mùa giải 2009, Thanh Hóa thi đấu bết bát và đứng chót bảng xếp hạng. Mặc dù anh thi đấu cực kỳ năng nổ, ghi bàn thuộc top giải đấu(13 bàn) nhưng chừng đó vẫn không đủ để cứu câu lạc bộ thoát khỏi cảnh rớt hạng. May mắn thay, Thể Công quyết định giải thể và nhường lại suất chơi V League 2010 cho Thanh Hóa, nhờ đó đội bóng thoát khỏi cảnh rớt hạng.
Mùa giải 2010 khởi đầu với chiến thắng ở trận siêu cúp Quốc gia, khi mà Lam Sơn Thanh Hóa vượt qua SHB Đà Nẵng trên chấm luân lưu sau khi hòa 1-1 ở hiệp đấu chính. Ở trận đấu này, Đình Tùng chỉ vào sân từ ghế dự bị. Ở mùa giải này, anh vẫn là chân sút đóng góp quan trọng của câu lạc bộ, góp phần giúp đội bóng trụ hạng ở thứ hạng 12.
Với 10 bàn thắng ở mùa giải 2011, Đình Tùng trở thành chân sút nội ghi nhiều bàn thắng nhất mùa giải. Tiếp tục là một mùa giải thi đấu thành công của tiền đạo xứ Thanh. Những bàn thắng của anh đã giúp cho Thanh Hóa có đươc thứ hạng 7, một vị trí an toàn và khả quan sau 2 mùa giải 2009-2010 đầy sóng gió.

### Hải Phòng
Cuối năm 2011, anh chính thức kí hợp đồng với Vincem Hải Phòng và bắt đầu thi đấu tại đây từ mùa giải 2012, trở thành 1 bản hợp đồng đắt giá vào lúc bấy giờ. 
Mùa giải 2012, đội bóng gặp nhiều khó khăn, thi đấu cực kỳ tệ nhưng Đình Tùng vẫn xuất hiện ở những thời điểm quan trọng. 5 bàn của Đình Tùng ở mùa giải này đều giúp Hải Phòng có những điểm số rất quan trọng. Đáng tiếc là một cánh én chẳng làm nên mùa xuân, những nỗ lực của Đình Tùng càng khiến cổ động viên đất Cảng cảm thấy tiếc nuối với số phận của đội bóng mình. Rất may là đội bóng đã trụ hạng ngay sau đó nhờ mua lại suất của Khatoco Khánh Hòa.
Ở mùa giải 2013, do Hải Phòng đã mua lại suất của Khatoco Khánh Hòa nên 2 đội đã gộp lại với nhau. Rất nhiều trụ cột của Hải Phòng không còn nằm trong kế hoạch của huấn luyện viên Hoàng Anh Tuấn, Đình Tùng là một trong những cầu thủ đó. Anh không được ra sân thi đấu nhiều, chủ yếu ra sân từ ghế dự bị.
Mùa giải 2014 có khả quan hơn cho anh khi được thi đấu nhiều hơn, cũng như có nhiều đóng góp cho đội bóng hơn so với mùa trước. Đặc biệt ở giải đấu cúp Quốc gia 2014, anh đã ghi tới 4 bàn sau 4 trận, góp công không nhỏ để đưa Hải Phòng vô địch cúp Quốc gia, rồi về nhì ở siêu cúp Quốc gia 2014 sau đó. Đây có lẽ là thành công hiếm hoi của anh trong màu áo Hải Phòng.
Rời Hải Phòng, anh có được 15 bàn thắng sau 60 trận, cùng với đó là chức vô địch cúp Quốc gia 2014 và huy chương bạc siêu cúp Quốc gia 2014.

### Thanh Hóa (Giai đoạn 2)
Anh trở lại Thanh Hóa vào năm 2015 sau khi kết thúc hợp đồng với câu lạc bộ Hải Phòng.
Trở về quê hương, anh như lột bỏ được áp lực, thi đấu thăng hoa với 13 trận sau 24 vòng đấu, đứng thứ 3 danh sách ghi bàn mùa giải 2015. Anh kết hợp với Pape Omar tạo thành 1 cặp đôi săn bàn đáng sợ ở V League. Đội bóng cán đích thứ 3 chung cuộc. Điều đó tiếp tục được thể hiện ở mùa giải 2016, dù FLC Thanh Hóa chỉ về thứ 6 chung cuộc nhưng cặp đôi vẫn cho thấy sự đáng sợ, khiến các hàng hậu vệ vẫn phải luôn è dè và "chăm sóc" rất cẩn thận.
Mùa giải 2017, anh vẫn thi đấu rất năng nổ mỗi khi được ra sân. Dù không ghi được bàn nào nhưng cũng đã có nhiều đóng góp quan trọng giúp đội bóng lần đầu về nhì V League ở mùa giải 2017, chỉ thua hiệu số bàn thắng bại với câu lạc bộ Quảng Nam. Tính đến thời điểm hiện tại, đây là mùa giải duy nhất tiền đạo này không ghi được bàn thắng nào.
Mùa giải 2018, Đình Tùng đã cho khán giả thấy lại sự bùng nổ đáng kinh ngạc của anh. Mở đầu mùa giải với cú hattrick vào lưới Estern S.C. ở vòng loại Champions League 2018. Sau đó là những bàn thắng liên tiếp trong mùa giải. Dù cho có sự xáo trộn ở ban huấn luyện, anh vẫn cho thấy sự bền bỉ cũng như khả năng bùng nổ tuyệt vời. Câu lạc bộ về nhì mùa giải 2018 và cũng đáng tiếc khi về nhì ở cúp Quốc gia 2018, khi mà anh cùng các đồng đội đã thi đấu càng ngày hay khi mùa giải về gần cuối. Kết thúc mùa giải, anh có cú đúp huy chương bạc, cùng với đó là 13 bàn thắng sau 30 trận trên mọi đấu trường.
Mùa giải 2019 sự ra đi của tập đoàn FLC cùng với rất nhiều công thần của đội, anh vẫn ở lại chiến đấu cho quê hương. Anh đóng góp rất nhiều cho chiến dịch trụ hạng tại V League 2019 của đội. Đặc biệt, chính bàn thắng bằng ống đồng của anh đã giúp Thanh Hóa có được 1 điểm quan trọng để giành vé dự trận play-off. Sau đó anh cùng đội bóng xứ Thanh trụ hạng thành công vào phút chót khi thắng FC Phố Hiến 1-0 ở trận play-off.
Mùa giải 2020, Hoàng Đình Tùng không được ra sân thường xuyên trong đội hình xuất phát, nhưng những lần được đá chính hay vào sân thay người, tiền đạo này vẫn thể hiện được sự nhiệt huyết dù đã có dấu hiệu của gánh nặng tuổi tác. Mùa giải LS V.League 2020, anh ghi 2 bàn thắng. Cùng với Lê Văn Thắng, tiền đạo người Nông Cống tiếp tục "gồng gánh", dẫn dắt Thanh Hóa đi qua giai đoạn khó khăn ở V.League 2020 để trụ hạng sớm 3 vòng, sau trận thắng Quảng Nam 2-1 ở vòng 2 giai đoạn 2.
Cuối năm 2020, giữa anh và câu lạc bộ không tìm được tiếng nói chung về hợp đồng, anh đành chấp nhận ra đi. Anh cũng đã đăng tâm thư trên facebook sau đó, chào các đồng đội, ban huấn luyện cũng như người hâm mộ xứ Thanh. Nhưng đến khi Thanh Hóa đổi chủ sở hữu từ bầu Đệ sang tập đoàn Đông Á của ông bầu Cao Tiến Đoan, ho đã đề nghị anh 1 bản hợp đồng mới và anh đã lập tức kí kết mà không cần suy nghĩ nhiều, tiếp tục hành trình ở đội bóng quê hương.
Mùa giải 2021, dù chỉ ra sân chủ yếu từ ghế dự bị nhưng anh đã ghi tới 4 bàn sau 10 trận đấu, 1 hiệu suất ghi bàn đáng nể.  HLV Petrovic từng có thời gian làm việc cùng Đình Tùng ở mùa giải 2017 nên hiểu rõ điểm mạnh của cầu thủ này và nhà cầm quân gốc Serbia luôn đặt niềm tin ở anh mỗi khi cần tìm kiếm một phương án tạo đột biến. Đơn cử như trận đấu Đông Á Thanh Hóa thắng 5-3 Hồng Lĩnh Hà Tĩnh nhờ sự hiện diện của tiền đạo người Nông Cống trên sân và đặc biệt là cú đúp bàn thắng. Giải đấu đã đi đến vòng 12 và phải hủy bỏ vì sự trở lại của đại dịch Covid-19 ở Việt Nam.

## Thống kê sự nghiệp

### Câu lạc bộ
Tính đến ngày 07 tháng 07 năm 2024
| Câu lạc bộ              | Mùa giải                | Giải vô địch            | Giải vô địch | Giải vô địch | Cúp Quốc gia | Cúp Quốc gia | Cúp châu Á | Cúp châu Á | Khác | Khác | Tổng cộng | Tổng cộng |
| Câu lạc bộ              | Mùa giải                | Giải đấu                | Trận         | Bàn          | Trận         | Bàn          | Trận       | Bàn        | Trận | Bàn  | Trận      | Bàn       |
| ----------------------- | ----------------------- | ----------------------- | ------------ | ------------ | ------------ | ------------ | ---------- | ---------- | ---- | ---- | --------- | --------- |
| Halida Thanh Hóa        | 2005                    | V-League 2              | 5            | 0            | —            | —            | —          | —          | —    | —    | 5         | 0         |
| Halida Thanh Hóa        | 2006                    | V-League 2              | 14           | 3            | 1            | 0            | —          | —          | —    | —    | 15        | 3         |
| Halida Thanh Hóa        | 2007                    | V-League 1              | 13           | 2            | 1            | 0            | —          | —          | —    | —    | 14        | 2         |
| X.M.C.T Thanh Hóa       | 2008                    | V-League 1              | 19           | 4            | 1            | 0            | —          | —          | —    | —    | 20        | 4         |
| Thanh Hóa               | 2009                    | V-League 1              | 24           | 13           | 1            | 1            | —          | —          | —    | —    | 25        | 14        |
| Lam Sơn Thanh Hóa       | 2010                    | V-League 1              | 23           | 9            | 1            | 0            | —          | —          | 1    | 0    | 25        | 9         |
| Thanh Hóa               | 2011                    | V-League 1              | 24           | 10           | 2            | 2            | —          | —          | -    | -    | 26        | 12        |
| Tổng cộng Thanh Hóa (1) | Tổng cộng Thanh Hóa (1) | Tổng cộng Thanh Hóa (1) | 122          | 41           | 7            | 3            | -          | -          | 1    | 0    | 130       | 44        |
| Vincem Hải Phòng        | 2012                    | V-League 1              | 20           | 5            | 2            | 0            | —          | —          | —    | —    | 22        | 5         |
| Vincem Hải Phòng        | 2013                    | V-League 1              | 13           | 2            | 1            | 0            | —          | —          | —    | —    | 14        | 2         |
| Vincem Hải Phòng        | 2014                    | V-League 1              | 19           | 4            | 4            | 4            | —          | —          | 1    | 0    | 24        | 8         |
| Vincem Hải Phòng        | Tổng cộng               | Tổng cộng               | 52           | 11           | 7            | 4            | -          | -          | 1    | 0    | 60        | 15        |
| FLC Thanh Hóa           | 2015                    | V-League 1              | 24           | 13           | 1            | 0            | —          | —          | —    | —    | 25        | 13        |
| FLC Thanh Hóa           | 2016                    | V-League 1              | 25           | 9            | 2            | 0            | —          | —          | —    | —    | 27        | 9         |
| FLC Thanh Hóa           | 2017                    | V-League 1              | 16           | 0            | 1            | 0            | —          | —          | —    | —    | 17        | 0         |
| FLC Thanh Hóa           | 2018                    | V-League 1              | 20           | 7            | 5            | 2            | 5          | 4          | —    | —    | 30        | 13        |
| Thanh Hóa               | 2019                    | V-League 1              | 22           | 4            | 1            | 0            | —          | —          | —    | —    | 23        | 4         |
| Thanh Hóa               | 2020                    | V-League 1              | 15           | 2            | 2            | 1            | —          | —          | —    | —    | 17        | 3         |
| Đông Á Thanh Hóa        | 2021                    | V-League 1              | 10           | 4            | 1            | 0            | —          | —          | —    | —    | 11        | 4         |
| Đông Á Thanh Hóa        | 2022                    | V-League 1              | 12           | 2            | 4            | 1            | —          | —          | —    | —    | 16        | 3         |
| Đông Á Thanh Hóa        | 2023                    | V-League 1              | 1            | 0            | 2            | 1            | —          | —          | —    | —    | 3         | 1         |
| Đông Á Thanh Hóa        | 2023-24                 | V-League 1              | 2            | 0            | 2            | 0            | —          | —          | 0    | 0    | 4         | 0         |
| Tổng cộng Thanh Hóa (2) | Tổng cộng Thanh Hóa (2) | Tổng cộng Thanh Hóa (2) | 147          | 41           | 21           | 5            | 5          | 4          | 0    | 0    | 173       | 50        |
| Tổng cộng sự nghiệp     | Tổng cộng sự nghiệp     | Tổng cộng sự nghiệp     | 321          | 93           | 35           | 11           | 5          | 4          | 2    | 0    | 363       | 109       |

### Đội tuyển quốc gia
Tính đến ngày 28 tháng 11 năm 2022
| Đội tuyển quốc gia Việt Nam | Đội tuyển quốc gia Việt Nam | Đội tuyển quốc gia Việt Nam |
| Năm                         | Trận                        | Bàn                         |
| --------------------------- | --------------------------- | --------------------------- |
| 2011                        | 2                           | 0                           |
| 2015                        | 1                           | 0                           |
| 2016                        | 4                           | 0                           |
| Tổng cộng                   | 7                           | 0                           |

## Danh hiệu

### Câu lạc bộ
Thanh Hóa
- V. League 1:

 Á quân: 2017, 2018
 Hạng 3: 2015
- V. League 2:

 Á quân: 2006
- Cúp Quốc gia:

 Vô địch: 2023, 2023–24
 Á quân: 2018
 Hạng 3: 2011, 2022
- Siêu cúp Quốc gia:

 Vô địch: 2009, 2023
Hải Phòng
- Cúp Quốc Gia:

 Vô địch: 2014
- Siêu cúp Quốc gia:

 Á quân: 2014

### Cấp tuyển quốc gia
Đội tuyển U-23 Việt Nam
- Huy chương bạc SEA Games 25

Đội tuyển quốc gia Việt Nam
- Vô địch AYA Bank Cup 2016